# Polideuces (satélite)
Polideuces é um pequeno satélite natural que orbita Saturno. Seu diâmetro é estimado em 3,5 km.
Polideuces foi descoberto pelo Cassini Imaging Science Team em 24 de Outubro de 2004 em imagens obtidas em 21 de Outubro de 2004. Ele foi nomeado temporariamente como S/2004 S 5. Polideuces também é chamado de Saturno XXXIV.
O nome Polideuces foi aprovado pelo IAU Working Group on Planetary System Nomenclature em 21 de Janeiro de 2005.